# 1998 SA43
1998 SA43 är en asteroid i huvudbältet som upptäcktes den 20 september 1998 av Beijing Schmidt CCD Asteroid Program vid Xinglong-observatoriet.
Asteroiden har en diameter på ungefär 7 kilometer.